# Verónica Boquete
Verónica (Vero) Boquete Giadans (Santiago de Compostella, 9 april 1987) is een Spaans voetbalster. Ze speelt als aanvallende middenvelder bij Paris Saint-Germain.

## Carrière
Boquete maakte in 2005 haar profdebuut bij Prainsa Zaragoza. Van 2008 tot 2011 speelde de middenvelder bij RCD Espanyol met tussendoor periodes in het Amerikaanse voetbal. Met Espanyol won Boquete tweemaal de Copa de la Reina (2009, 2010). In het seizoen 2010/2011 werd ze bovendien topscorer van de Superliga Femenina. Na een halfjaar bij het Russische Energiya Voronezh kwam Boquete in januari 2012 bij het Zweedse Tyresö FF, waarmee ze dat jaar landskampioen werd. Na een korte periode bij Portland Thorns in de zomer van 2014 vertrok Boquete naar Duitsland. In het seizoen 2014/2015 won ze met 1. FFC Frankfurt de UEFA Women's Champions League. In mei 2015 werd Boquete gecontracteerd door regerend Duits kampioen Bayern München. Met de club werd ze in 2016 landskampioen. In 2016 ging Boquete bij Paris Saint-Germain spelen. In 2019 ging ze naar de Utah Royals FC, die uitkomen in de NWSL.
Tot in het voorjaar van 2023 volgt Boquete de UEFA-managementopleiding Executive Master for International Players (MIP).

## Interlandcarrière
Boquete debuteerde in februari 2005 in het Spaanse nationaal elftal in een oefenwedstrijd tegen Nederland. Ze behoorde tot de Spaanse selectie voor het EK 2013 en het WK 2015 in Canada. Boquete was aanvoerder op laatstgenoemde toernooi en ze startte in alle drie de wedstrijden van Spanje in de basis. In de derde groepswedstrijd, tegen Zuid-Korea (1–2), maakte Boquete het enige Spaanse doelpunt. In 2017 won ze met Spanje de Algarve Cup.